# Meniscium longifolium
Meniscium longifolium är en kärrbräkenväxtart som beskrevs av Fée. Meniscium longifolium ingår i släktet Meniscium och familjen Thelypteridaceae. Inga underarter finns listade.